# Marquesado de Prado
El marquesado de Prado es un título nobiliario español, otorgado en 12 de octubre de 1724 por el rey Felipe V, a favor de Fernando de Prado Enríquez y Bravo de Acuña, señor de Valdetuéjar, caballero de la Orden de Santiago e hijo del vizconde de Prado.

## Marqueses de Prado
|                       | Titular                                     | Periodo               |
| Creación por Felipe V | Creación por Felipe V                       | Creación por Felipe V |
| --------------------- | ------------------------------------------- | --------------------- |
| I                     | Fernando de Prado Enríquez y Bravo de Acuña | 1678-1688             |
| II                    | Fernando de Prado y Portocarrero            | 1688-?                |
| III                   | Ignacio Fernando de Prado y Ronquillo       | ?-1759                |
| IV                    | Juana de Prado Ronquillo                    | 1759-                 |
| V                     | Micaela de Prado y Ronquillo                |                       |
| VI                    | Joaquín Ciro de Acuña y Prado               | ?-1795                |
| VII                   | Antonio María de Acuña y Fernández-Miranda  | 1795-1810             |
| VIII                  | Manuel Lorenzo de Acuña y Fernández-Miranda | 1810-1824             |
| IX                    | Manuel Antonio de Acuña y Dewitte           | 1824-1883             |
| X                     | Ernesto Bruno de Heredia y Acuña            | 1883-1926             |
| XI                    | Manuel de Heredia y Carvajal                | 1926-1940             |
| XII                   | Alonso de Heredia y del Rivero              | 1940-1951             |
| XIII                  | Julio de Heredia y Albornoz                 | 1952-1984             |
| XIV                   | Manuel de Heredia y Halcón                  | 1984-presente         |

## Historia de los marqueses de Prado
- Fernando de Prado Enríquez y Bravo de Acuña (1650-1688), I marqués de Prado,[3] hijo de Fernando de Prado y de Isabel Bravo de Acuña.[4]

Se casó con Ana María de Luna Portocarrero y Mascarenhas (baut. 21 de octubre de 1659), hija de Antonio Portocarrero y Luna y de su esposa Juana Francisca Mascareñas de la Cueva, II condesa de Óbedos. Le sucedió su hijo:
- Fernando de Prado y Portocarrero, II marqués de Prado Y V conde de Óbedos.[3]

Se casó el 16 de febrero de 1707, siendo su segundo esposo, con Ángela Manuela Ronquillo Suelves y Luna, III marquesa de Villanueva de las Torres, V condesa de Gramedo y vizcondesa de a Villa de Farbón, hija de Francisco Ronquillo Briceño, IV conde de Gramedo, y de Petronila Jiménez de Murillo Suelves y Luna. Le sucedió su hijo:
- Ignacio Fernando de Prado y Ronquillo (m. 1759), III marqués de Prado.[3]  Sin descendencia.

Mediante real facultad del 27 de marzo de 1746, renunció el título en su hermana:
- Juana de Prado y Ronquillo, IV marquesa de Prado, sin descendencia.[3]

- María Micaela de Prado y Ronquillo, V marquesa de Prado,[3] VII condesa de Óbedos,

Contrajo matrimonio en Madrid el 12 de julio de 1725 con Juan Manuel Felipe Vázquez de Acuña y Vázquez de Coronado, sobrino carnal del virrey Juan de Acuña y Bejarano, I marqués de Casa Fuerte. La sucedió su hijo:
- Joaquín Ciro de Acuña y Prado (Madrid, 28 de febrero de 1738-ibid., 15 de junio de 1795), VI marqués de Prado,[5] VIII conde de Óbedos, V marqués de Escalona, V marqués de Casa Fuerte,[6][7] V marqués de Villanueva de las Torres y VII conde de Gramedo.[7]

Contrajo un primer matrimonio con Francisca Gayoso de los Cobos Sarmiento y después volvió a casar con María Cayetana Fernández de Miranda Villacís (Madrid, 24 de mayo de 1743-25 de agosto de 1817), hija de Sancho Fernández de Miranda Ponce de León, IV marqués de Valdecarzana, y de su esposa Ana Catalina de Villacís y de la Cueva. Le sucedió su hijo del segundo matrimonio; Le sucedió su hijo:
- Antonio María de Acuña y Fernández de Miranda (Madrid, 30 de marzo de 1766-Lucena, 26 de marzo de 1810),[7] VII marqués de Prado,[5][8] IX conde de Óbedos,[8] IX marqués de Bedmar, Grande de España (GdE),[9] VI marqués de Escalona, VI de Casafuerte,  VI de Villanueva de las Torres,[7] y VIII conde de Gramedo.

Se casó el 22 de diciembre de 1799 con Rosa María de Carvajal y Manrique de Lara, hija del V conde de Castillejo. Sin descendencia. Le sucedió su hermano.
- Manuel Lorenzo de Acuña y Fernández de Miranda (10 de agosto de 1767-24 de marzo de 1824),[9][10] VIII marqués de Prado,[8][10] X conde de Óbedos,[8] VII marqués de Escalona,[8]  VII marqués de Casa Fuerte, XII y último señor de Bedmar,[11] X marqués de Bedmar,[8][9] VII marqués de Villanueva de las Torres y IX conde de Gramedo.[8]

Se casó en Badajoz el 16 de septiembre de 1805 con María Antonia Dewitte Rodríguez de Alburquerque (Barcelona, 16 de junio de 1785-París, 22 de marzo de 1837), hija de Carlos de Witte y Pau, marqués van Marck der Lummen, mariscal de campo de los reales ejércitos, gobernador y corregidor de Badajoz, y de María Juana Rodríguez de Algurquerque y Díaz Mirabal.
- Manuel Antonio de Acuña y Dewitte (Madrid, 22 de mayo de 1821-ibídem, 16 de mayo de 1883),[13][11] IX marqués de Prado, XI conde de Óbedos, VIII marqués de Escalona, VIII marqués de Casa Fuerte,  XI marqués de Bedmar, GdE,[9] marqués de Villanueva de las Torres (título que cedió a su hermana María Cayetana),[14]  conde de Gramedo y vizconde de Villar de Farfán.[15]

Contrajo matrimonio en París el 23 de noviembre de 1842 con Lucía Palladi Calimach (m. 1860). Después contrajo un segundo matrimonio en Madrid el 15 de abril de 1861 con Catalina de Montufar y García Infante.  Tuvo un hijo de su primer matrimonio, Manuel Antonio, que premurió a su padre el 19 de octubre de 1863. A su muerte, extinguida la línea recta de varón a varón, los marquesados de Escalona y Bedmar pasaron a su sobrino, Ernesto Fernández de Heredia y Acuña, hijo de su hermana María Cayetana.
- Ernesto Bruno de Heredia y Acuña (baut. Madrid, 1 de marzo de 1839-ibid. 31 de marzo de 1926), X marqués de Prado, XII marqués de Bedmar GdE,[9] de Escalona, de Villanueva de las Torres, maestrante de Sevilla.[11]

Se casó el 24 de octubre de 1866 con Isabel Cristina de Carvajal y Fernández de Córdoba.   Le sucedió su hijo:
- Manuel de Heredia y Carvajal (baut. Madrid, 11 de abril de 1869-14 de julio de 1940), XI marqués de Prado, XIII marqués de Bedmar GdE.[9]

Se casó en Madrid el 20 de junio de 1895 con Elena del Rivero y Miranda.  Le sucedió su hijo:
- Alonso de Heredia y del Rivero (baut. Limpias, Santander, 10 de septiembre de 1898-30 de octubre de 1983), XII marqués de Prado, XIV marqués de Bedmar GdE,[9]  XIII conde de Óbedos.

Se casó en Córdoba el 30 de octubre de 1923 con Isabel de Albornoz Martel.   Le sucedió su hijo:
- Julio de Heredia y Albornoz (f. en 1982), XIII marqués de Prado.[16] Le sucedió su hijo:

- Manuel de Heredia y Halcón, XIV marqués de Prado.[17]